# Ferrussac
Ferrussac település Franciaországban, Haute-Loire megyében. Lakosainak száma 76 fő (2022. január 1.). Ferrussac Arlet, Aubazat, Cronce, Langeac és Pinols községekkel határos.

## Népesség
A település népességének változása:
| Lakosok száma | 194  | 116  | 117  | 84   | 82   | 81   | 81   | 82   | 80   | 76   |
|               | 1968 | 1982 | 1990 | 2006 | 2013 | 2015 | 2017 | 2019 | 2020 | 2022 |